# Cellosonate
Met Cellosonate wordt meestal een compositie voor cello en piano bedoeld, hoewel er ook cellosonates zijn voor cello solo of voor cello met een ander instrument. De beroemdste cellosonates uit de Romantiek werden geschreven door Johannes Brahms en Ludwig van Beethoven. De eerste cellosonates werden geschreven door Barokcomponisten als Francesco Geminiani en Antonio Vivaldi.

## Lijst van cellosonates (incompleet)
- Johann Sebastian Bach
  - Zes suites voor onbegeleide cello
- Samuel Barber
  - Cellosonate Op. 6 in c mineur (1932)
- Ludwig van Beethoven
  - Cellosonate Op. 5 nr. 1 in F majeur (1796)
  - Cellosonate Op. 5 nr. 2 in g mineur (1796)
  - Cellosonate Op. 69 in A (1808)
  - Cellosonate Op. 102 nr. 1 in C (1815)
  - Cellosonate Op. 102 nr. 2 in D (1815)
- William Bolcom
  - Cellosonate
- Johannes Brahms
  - Cellosonate Op. 38 in e mineur
  - Cellosonate Op. 99 in F (1886)
- Benjamin Britten
  - Cellosonate Op. 65 in C (1961)
- Frédéric Chopin
  - Cellosonate Op. 65 in g mineur
- Claude Debussy
  - Sonate voor cello en piano in d mineur (1915)
- Antonín Dvořák
  - Cellosonate in F (1865) (alleen bladmuziek voor cello is overgebleven)
- Gabriel Fauré
  - Cellosonate Op. 109 in D minor (1917)
  - Cellosonate Op. 117 in G minor (1921)
- Edvard Grieg
  - Cellosonate Op. 36 in A minor (1883)
- Zoltán Kodály
  - Cellosonate op.4 (1907)
  - Cellosonatine (1923)
- Felix Mendelssohn
  - Cellosonate Op. 45 in Bes (1838)
  - Cellosonate Op. 58 in D
- Sergej Prokofjev
  - Cellosonate Op. 119 in C (1949)
  - Sonate voor cello in cis mineur, Op. 134 (niet voltooid)
- Sergei Rachmaninoff
  - Sonate voor cello en piano Op. 19 in g mineur (1901)
- Franz Schubert
  - Arpeggionesonate (D.821 in a mineur wordt vaak op de cello gespeeld)
- Alfred Schnittke
  - Cellosonate nr. 1
  - Cellosonate nr. 2
- Dmitri Sjostakovitsj
  - Sonate voor cello en piano Op. 40 in d mineur (1934)
- Antonio Vivaldi
  - Sonate voor violoncello en basso continuo nr. 1
  - Sonate voor violoncello en basso continuo nr. 2
  - Sonate voor violoncello en basso continuo nr. 3
  - Sonate voor violoncello en basso continuo nr. 4
  - Sonate voor violoncello en basso continuo nr. 5
  - Sonate voor violoncello en basso continuo nr. 6
  - Sonate voor violoncello en basso continuo nr. 7
  - Sonate voor violoncello en basso continuo nr. 8
  - Sonate voor violoncello en basso continuo nr. 9
  - Sonate voor violoncello en basso continuo in d mineur (verloren gegaan)

## Beschrijvingen
Zie ook Categorie:Cellosonate